# Arte dos povos germânicos

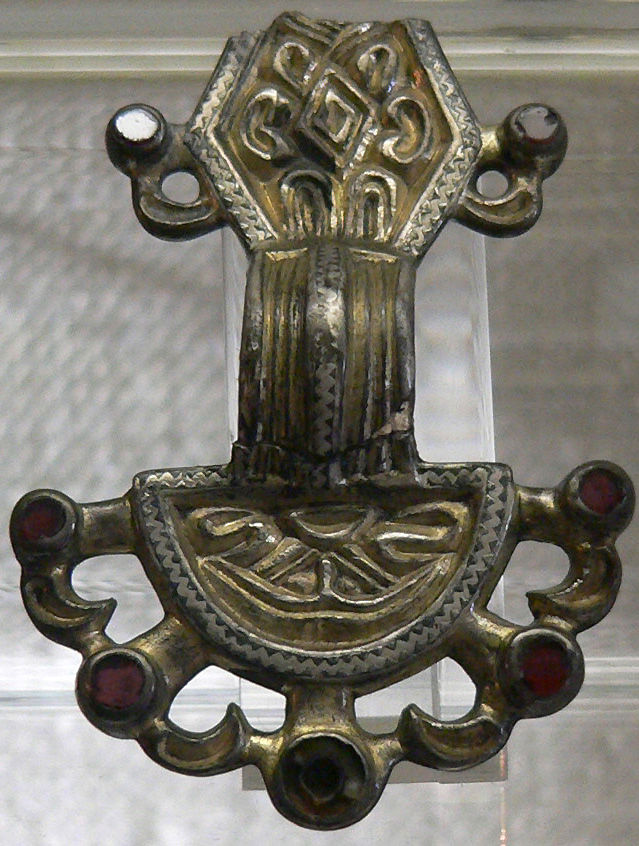
Fíbula merovíngia

Arte dos povos germânicos ou arte bárbara refere-se à arte dos povos conhecidos genericamente como bárbaros (mongóis, vândalos, alanos, francos, germânicos e suecos entre outros) que, depois da queda do Império Romano, avançaram definitivamente sobre a Europa. Esses grupos, essencialmente nômades, não demoraram a assimilar a cultura e a religião (Cristianismo) dos povos conquistados, ao mesmo tempo que lhes transmitiam seus próprios traços culturais, o que deu origem a uma arte completamente diferente, que assentaria as bases para a arte européia dos séculos VIII e IX: o estilo românico. Foi também a partir dessa época que artistas e artesãos se organizaram em oficinas supervisionadas pela Igreja, origem das corporações de ofício que perdurariam por quase mil anos.
O fato de não possuírem um habitat fixo influenciou grandemente os costumes e expressões artísticas dos bárbaros. Era notável sua destreza naquelas disciplinas que permitiam a fabricação de objetos facilmente transportáveis, fossem eles de luxo ou utilitários. Assim, não é de admirar que tenham sobressaído na ourivesaria, na fundição e moldagem de metais, tanto para a fabricação de armas quanto de joias, e nas técnicas de decoração correspondentes, como a tauxia ou damasquinagem, a esmaltação, a entalhadura e a filigrana.
Todos esses povos tiveram uma origem comum na civilização celta, que desde o século V a.C. até a dominação romana se estabeleceu na Europa de norte a sul e de leste a oeste. Em suas crônicas, os romanos os descrevem como temíveis guerreiros e hábeis fundidores de metais. Uma vez dominados, uma boa parte da população foi assimilada pelo império e outra fugiu para o norte. Somente quando o império começou a ruir conseguiram penetrar em suas fronteiras e estabelecer numerosos reinos, dos quais se originaram, em parte, as nacionalidades europeias.
A Europa entrou assim num dos períodos históricos mais obscuros, a meio caminho entre a religiosidade, agora em parte aceita, dos primeiros cristãos e a beligerância selvagem dos novos senhores. Mais tarde sofreria também o açoite dos viquingues dinamarqueses vindos do norte, em perpétua luta contra os francos e os eslavos ocidentais. Por seu lado, a Igreja ia ganhando posições com a proliferação de mosteiros exatamente onde os mais temíveis exércitos não conseguiam vencer as batalhas: as ilhas britânicas e o leste da Europa.

## Arquitetura
Toda vez que um povo culturalmente bem desenvolvido conquistou um outro que lhe era superior nesse campo, o vencedor assimilou a arte e a língua do vencido. Os bárbaros não foram exceção. Quase completamente desprovidos de arquitetura, logo se apropriaram das formas da Antiguidade tardia e do Império Bizantino, às quais acrescentaram alguns elementos próprios. Na Gália (França), os francos adotaram em suas construções as salas retangulares de três naves e abside semicircular, com silharia de madeira para as igrejas, e cúpula para os batistérios.
Algumas plantas enriqueceram a distribuição espacial com o acréscimo de uma galeria. Os ostrogodos, na Itália, levantaram edifícios mais representativos e ricamente decorados com mosaicos, nos quais combinaram as formas bizantinas com as romanas. Na Espanha, procedeu-se à recuperação de edifícios romanos nos centros de cada cidade, aos quais se juntava uma igreja cristã, geralmente de planta em forma de cruz latina, com naves de alturas diferentes e decoradas com relevos e frisos.
Os celtas e viquingues resistiram mais às formas mediterrâneas. No entanto, graças à presença dos numerosos mosteiros, a arquitetura e as artes acabaram sendo favorecidas. Misturando pedra com madeira, construíram igrejas com telhados de pedra de duas águas, ladeados por torres cilíndricas, também de pedra, que lembram seus monumentos funerários. Com respeito à arquitetura profana, os bárbaros do norte preferiram continuar construindo suas fortalezas de madeira e barro, circundadas por paredes circulares e fosso.

## Escultura

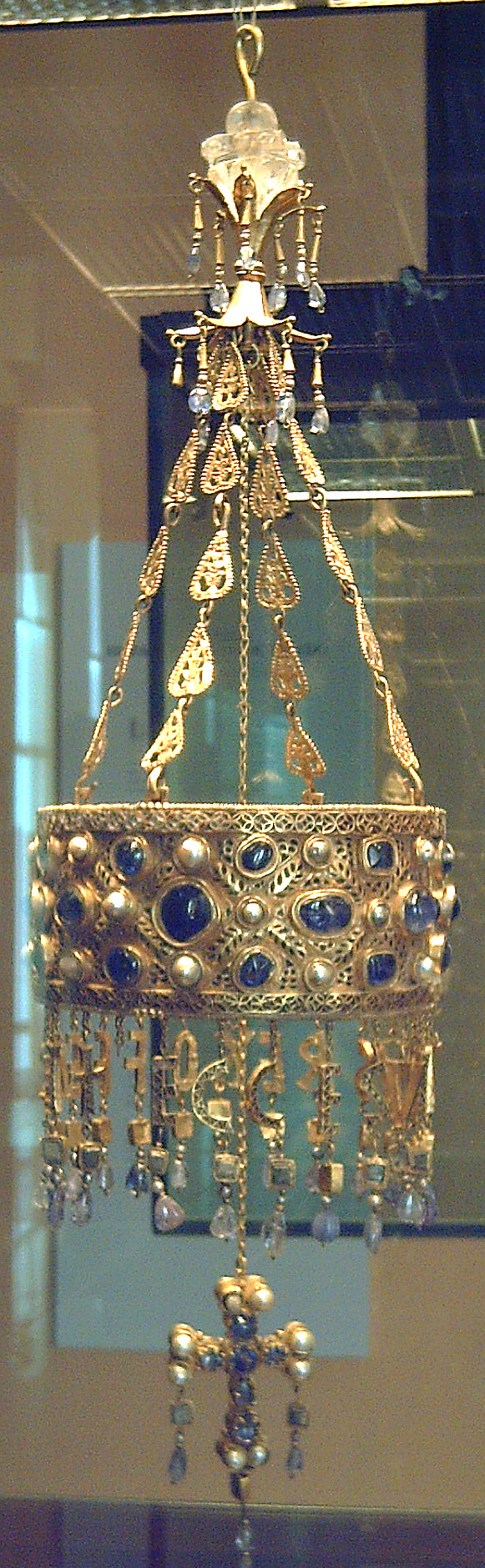
Tesouro de Guarrazar: coroa votiva visigótica do século VII, Espanha

A escultura em pedra foi destinada à decoração de igrejas e batistérios, na forma de relevos planos, capitéis e sarcófagos, seguindo o estilo do Império Romano. A entalhadura do marfim não foi menos importante. Continuou-se com a tradição dos dípticos consulares do Império Bizantino, cujas formas foram adotadas na confecção de capas de livros evangélicos e Bíblias. Sabe-se que as oficinas dos artesãos que trabalhavam com marfim eram numerosas tanto na Gália quanto na Península Itálica, devido à grande demanda de exemplares.
A experiência de celtas e citas como ourives inegavelmente estava ligada à sua experiência como entalhadores. As pedras com entalhes de runas e ídolos nórdicos entre os viquingues, saxões e os próprios celtas mostram sua passagem pelos diferentes assentamentos e lugares conquistados. Na Península Ibérica, a fusão de culturas, como entre fenícios, celtas, visigodos e iberos, além de gregos e romanos, deixou importantes amostras de escultura, como os Touros de Guisando ou a Dama de Elche.

## Ourivesaria
Um dos traços comuns a todos os povos bárbaros foi o excelente trabalho com metais, tanto na confecção de jóias quanto de objetos de uso doméstico ou armas. Atestam isso os tesouros encontrados nas tumbas de príncipes e reis da época, como Sutton Hoo, na Inglaterra, o de Guarrazar, em Toledo, e o de Gummersark, em Copenhague. As peças mais características são as chamadas brácteas ou moedas cunhadas apenas de um lado, assim como as presilhas e fivelas esmaltadas com a técnica do Cloisonné. O fato de os povos bárbaros conhecerem tão bem as técnicas da fundição de metal - a tauxia, ou damasquinagem, e a filigrana - se deve ao seu contato com povos do Oriente Próximo e Extremo Oriente, assim como a suas próprias necessidades. É preciso não esquecer que além de objetos de luxo, esses povos fabricavam armas, que eram suas ferramentas mais valorizadas no árduo trabalho da guerra. Além disso, a ourivesaria era uma das muitas atividades que podiam exercer os artesãos, que não estavam mudando de habitat.